# Caduceo

Il caduceo

Il caduceo (AFI: /kaduˈʧɛ.o, kaˈduʧe.o/) è un bastone alato con due serpenti attorcigliati intorno a esso; la parola italiana deriva dal latino caducĕus, che riprende il greco antico κηρύκειον (kērýkeion), aggettivo di κῆρυξ/κᾶρυξ (kêryx/kâryx), traducibile come 'araldo'.
Il termine è di origine latina e deriva dal greco κηρύκειον che, a sua volta, potrebbe derivare da κῆρυξ che significa "araldo" o "annunciatore". Secondo Harry L. Arnold, Jr. "fu usato per la prima volta nella frase κηρύκειον σκῆπτρον kērỳkeion skêptron, che  indica la bacchetta di un araldo. Molto presto, tuttavia, la parola σκῆπτρον è stata eliminata dalla frase e solo κηρύκειον è stato utilizzato per significare la stessa cosa."; è identico, salvo adattamenti grafici e fonetici, in francese, inglese, tedesco e spagnolo; esiste anche una forma tedesca desueta, Heroldsstab, che significa "bastone dell'araldo".
Nell'Unicode il "caduceo" ☤ corrisponde a U+2624.

## Origini

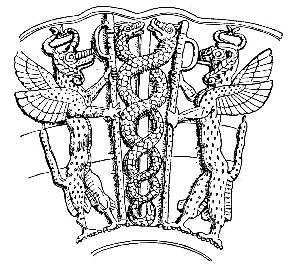
Particolare del vaso di Gudea, dedicato a Ningishzida (XXI secolo a.C. secondo la cronologia breve). Il caduceo viene interpretato come rappresentazione del dio stesso.

Il caduceo è uno dei simboli più antichi della storia della civiltà umana: rappresentazioni del caduceo sono state ritrovate in una coppa appartenuta al re mesopotamico Gudea, sovrano della città di Lagash. Tra i Babilonesi il caduceo era associato al dio Ningishzida.

Il bastone di Asclepio, con cui il caduceo è spesso confuso

La tradizione vuole che i serpenti in questione siano esemplari di Zamenis longissimus, detto anche «Colubro di Esculapio» o «saettone». Originariamente questo serpente era situato sul bastone di Asclepio (simbolo della medicina, con un solo serpente avvolto), mentre il caduceo era il bastone della sapienza, attribuito al dio Ermes/Mercurio (ma presente in diverse culture in cui il serpente era ritenuto simbolo di sapienza e immortalità). Con il tempo il bastone di Asclepio è stato confuso con il caduceo, che oggi è quindi erroneamente anche un simbolo della professione medica (diversi ordini professionali medici ne usano alternativamente le due versioni), benché venga spesso utilizzato, più propriamente, l'originale bastone di Esculapio, per esempio nel simbolo dell'Organizzazione Mondiale della Sanità.
Un bastone simile al caduceo veniva mostrato dagli araldi e dagli ambasciatori come simbolo della loro funzione mediatrice e come emblema della loro inviolabilità, e aveva anche una valenza morale, poiché rappresentava la condotta onesta e al tempo stesso la salute fisica della persona.
Il caduceo con due serpenti indica anche il potere di conciliare tra loro gli opposti, creando armonia tra elementi diversi, come l'acqua, il fuoco, la terra e l'aria. Per questo ricorre frequentemente in alchimia, quale indicazione della sintesi di zolfo e mercurio, oltre che nel simbolismo della farmacopea e della guarigione fisica.
Secondo alcuni autori sia il bastone di Asclepio, con un serpente attorcigliato, sia il caduceo di Ermes, con due serpenti, deriverebbero dall'antico metodo, tuttora in uso, di estrazione dai tessuti sottocutanei della femmina adulta di Dracunculus medinensis (verme diffuso in molte regioni rurali dell'Africa e del Medio Oriente); il parassita veniva delicatamente avvolto attorno a un bastoncino e l'operazione, che poteva durare giorni, doveva essere eseguita da medici molto esperti, perché il verme non si rompesse durante l'estrazione.
Per Zolla, il caduceo rappresentò, in tempi antichi, un ramo d'alloro con cui si celebrava la rinascenza primaverile promossa dalla nuova aria della stagione. L'alloro era la pianta di Asclepio, come il serpente ne era l'animale, e nel caduceo il mondo vegetale e quello animale sono riuniti.

## Tra classicismo e religione

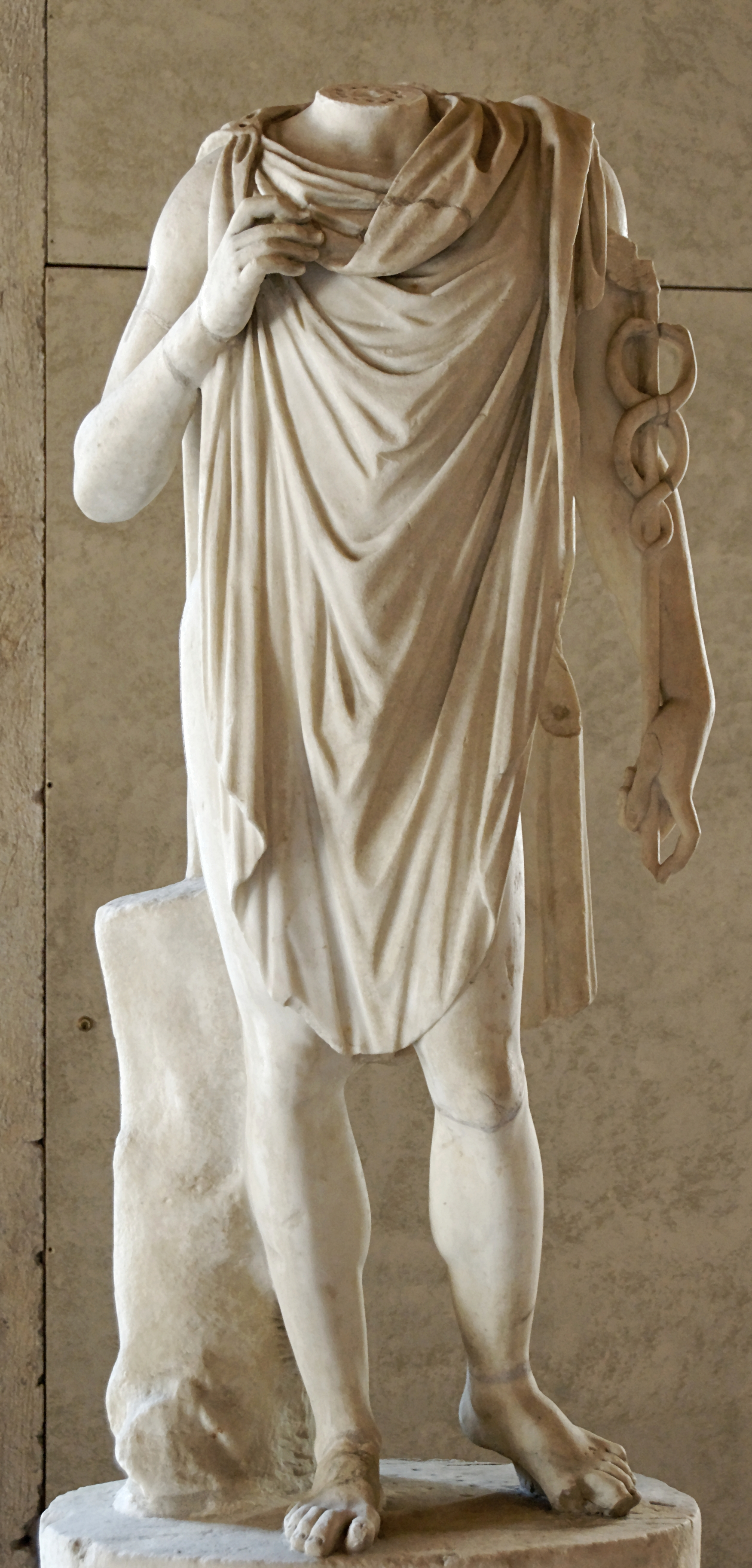
Statua di Ermes con in mano il caduceo (I secolo d.C.), copia romana di una statua greca antecedente

Secondo quanto riportato dall'Inno ad Ermete (fecente parte degli Inni omerici risalenti al VII-VI secolo a.C) Apollo avrebbe regalato al fratello Ermes/Mercurio il caucedo in cambio della lira, in segno di amicizia .
Nella Bibbia (Numeri 21,9) il serpente possedeva una doppia valenza, aspetto ambiguo tra i valori simbolici di vita e morte, fecondità e tentazione. Mosè aveva un bastone con serpente in bronzo attorcigliato dotato di poteri tali da consentire di ridare vita ai moribondi. Nel libro dei Numeri è riportato che il popolo di Israele, per l'insofferenza a cibarsi di manna nel deserto, fu punito da Dio con il morso di serpenti velenosi. Dietro mediazione di Mosè, poi Dio stesso suggerì un rimedio: un serpente di bronzo da avvolgere attorno a un bastone. Si sviluppa così la prerogativa duplice del caduceo: il bastone inteso come mediatore e il bastone che salva dal male e dal pericolo, ridonando la vita a chi era in procinto di perderla.

## Il caduceo in araldica
In araldica, il caduceo, bastone su cui sono attorcigliati due serpenti affrontati, è cimato da un volo spiegato; può simboleggiare pace, felicità comune, chiara fama ed eloquenza. Esso è stato spesso assunto nello stemma da chi aveva stipulato una tregua o una pace.
Secondo la tradizione Mercurio, che aveva ricevuto da Apollo il bastone, mentre si trovava in Arcadia vide due serpenti che si battevano. Gettato il bastone tra loro, vide che vi si avvolgevano facendo pace. Da ciò il caduceo divenne simbolo di concordia e, per estensione, di commercio. Presso i Greci fu distintivo degli ambasciatori e degli araldi. Nel Medioevo era detto caduceo il bastone rivestito di velluto e fiorito che era portato dagli araldi e dai re d'armi. Il significato generale di pace del caduceo è rafforzato dalla simbologia dei singoli elementi che lo compongono: il potere per il bastone, la concordia per i serpenti e la sollecitudine per le ali.

Caduceo sullo stemma della città finlandese Jyväskylä
Caduceo sullo stemma della città finlandese di Tampere
Caduceo sullo stemma della città francese di Lassay-les-Châteaux
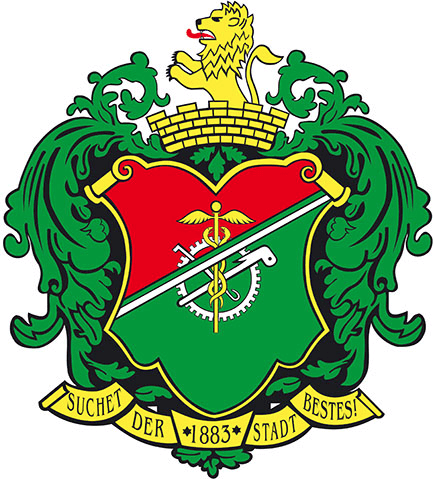
Caduceo sullo stemma della città tedesca di Limbach-Oberfrohna
Caduceo nello stemma della città italiana Morciano di Romagna